# Municipio San Martín de las Pirámides
Koordinaten: 19° 43′ 0″ N, 98° 50′ 0″ W
San Martín de las Pirámides ist ein Municipio im mexikanischen Bundesstaat México. Es gehört zur Zona Metropolitana del Valle de México, der Metropolregion um Mexiko-Stadt. Die Gemeinde hatte im Jahr 2010 24.851 Einwohner, ihre Fläche beträgt 67,5 km². Der Beiname las Pirámides bezieht sich auf die unweit des Hauptortes gelegenen Pyramiden von Teotihuacán.
Verwaltungssitz und größter der zwanzig Orte des Municipios ist das gleichnamige San Martín de las Pirámides (12.812 Einwohner), weitere Orte mit mehr als 1.500 Einwohnern sind San Pablo Ixquitlán, Santa María Palapa, Santiago Tepetitlán und Cozotlán Norte. 

## Geographie
San Martín de las Pirámides liegt im Nordosten des Bundesstaates México, etwa 40 km nordöstlich von Mexiko-Stadt auf einer Höhe von etwa 2300 m bis 3046 m. Mehr als 70 % der Fläche des Municipios werden landwirtschaftlich genutzt.
Das Gemeindegebiet besteht aus einem Hauptteil um den Ort San Martín de las Pirámides und einer kleinen Exklave um den Ort Santiago Tepetitlán etwa 10 km weiter südlich.
Das Municipio San Martín de las Pirámides grenzt an die Municipios Temascalapa, Axapusco, Otumba und Teotihuacán sowie bei Santiago Tepetitlán ans Municipio Tepetlaoxtoc.